# إيميليانو تارانا
إيميليانو تارانا (بالإيطالية: Emiliano Tarana)‏ (3 يناير 1979 في إيطاليا - ) هو لاعب كرة قدم إيطالي في مركز الوسط. لعب مع نادي أنكونا ونادي بارما ونادي بياتشينزا ونادي بيروجيا ونادي ترنانا ونادي مانتوفا ونادي مودينا ونادي أريتسو ونادي فيرالبيسالو وPortogruaro Calcio ASD ‏.

## روابط خارجية
- إيميليانو تارانا على موقع قاعدة بيانات كرة القدم.إي يو (الإنجليزية)
- إيميليانو تارانا على موقع Soccerway.com (الإنجليزية)
- إيميليانو تارانا على موقع عالم كرة القدم.نت (الإنجليزية)